# Mizil
Mizil város Prahova megyében, Munténiában, Romániában. A hozzá tartozó település: Fefelei.

## Fekvése
Ploiești és Buzău városok között félúton, 35 – 35 km-re található.

## Történelem
A város első írásos említése 1585-ből való Eșteu néven, majd 1591-ben Iștău néven említik. Ezt követően kapta mai nevét, amely a török eredetű menzil szóból alakult ki, jelentése: postahivatal.
1830-ban városi rangot kapott.
1956-ban alapították az itt található SC. MFA S.A. haditechnikai felszereléseket készítő céget. Jelenleg itt fejlesztik az MLI-84 könnyű páncélozott harckocsit, valamint itt gyártják az OWS-25R tüzérségi löveget.

## Lakossága
| Nemzetiségek | 2002  | 2002   |
| ------------ | ----- | ------ |
| Románok      | 13780 | 87,43% |
| Romák        | 1951  | 12,37% |
| Németek      | 14    | 0,08%  |
| Törökök      | 6     | 0,03%  |
| Magyarok     | 2     | 0,01%  |
| Görögök      | 2     | 0,01%  |
| Csehek       | 2     | 0,01%  |
| Lipovánok    | 1     | 0,01%  |
| Olaszok      | 1     | 0,01%  |
| Csángók      | 1     | 0,01%  |
| Összesen     | 15760 | 100,0% |

## Testvérvárosok
- Iargara, Moldova

## Hírességek
- George Ranetti (1875–1928), költő és publicista
- Octav Mayer (1895–1966), matematikus, a Román Akadémia tagja volt
- Cătălin Avramescu (1967–), filozófus és publicista.

## Külső hivatkozások
- A város honlapja
- SC. MFA S.A. - honlapja
- 2002-es népszámlálási adatok
- Adatok a településről
- asociatiaturismprahova.ro Archiválva 2016. március 4-i dátummal a Wayback Machine-ben
- Marele Dicționar Geografic al României